# Bernard Séret

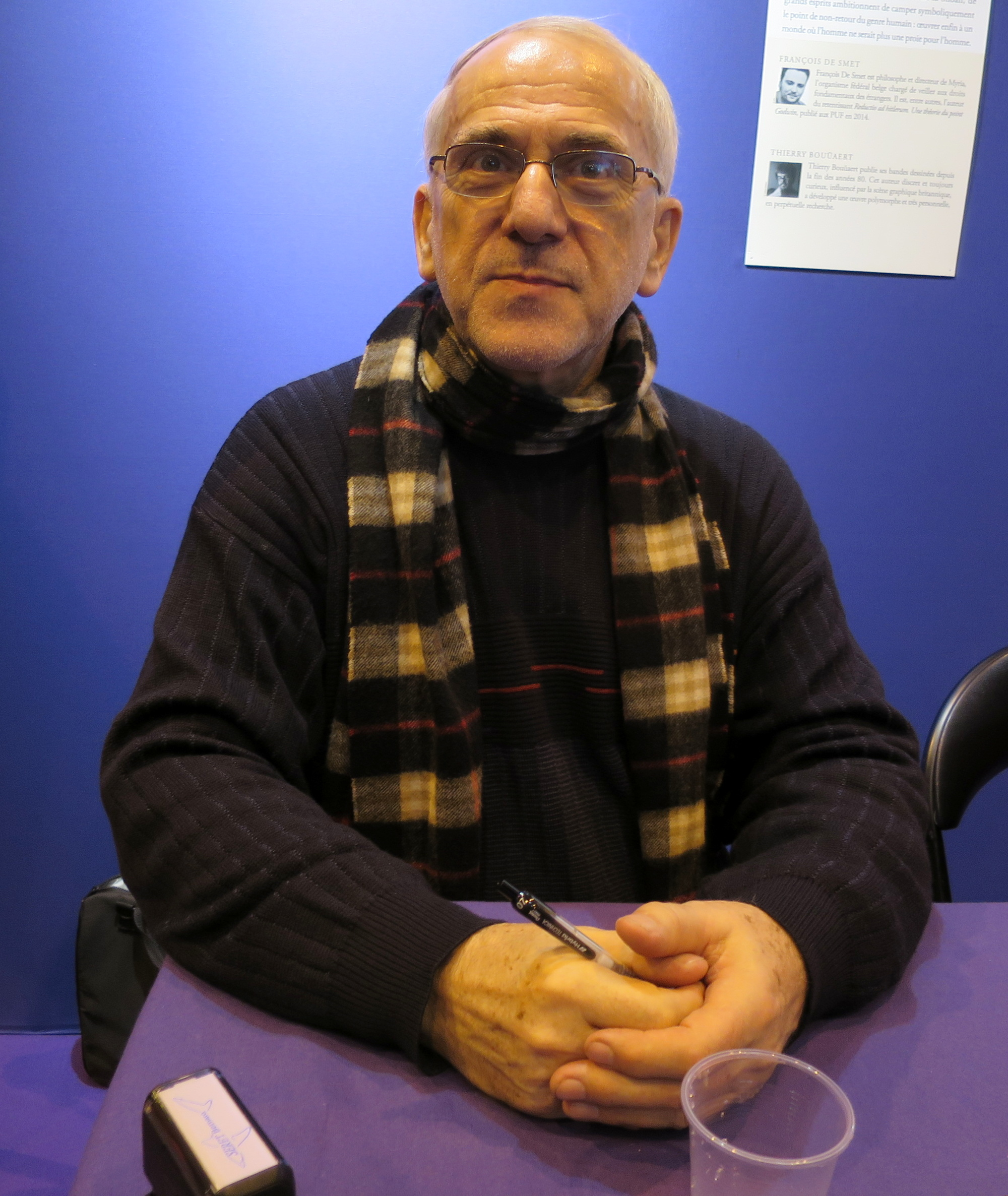
Bernard Séret (2016)

Bernard Séret (* 1949) ist ein französischer Ichthyologe und Meeresbiologe. Er ist Spezialist für Knorpelfische (Haie, Rochen und Chimären).

## Leben
Séret hat ein Diplôme d’études approfondies (DEA) in biologischer Ozeanographie und promovierte mit einer Dissertation über die Revision der Unterordnung Rhinobatoidei innerhalb der Ordnung der Rochen (Batoidea) zum Doktor. Zwischen 1975 und 1978 war er Projektleiter beim Centre national pour l’exploitation des océans (CNEXO), danach bis 1983 beim Office de la recherche scientifique et technique outre-mer (ORSTOM) und schließlich im Laboratoire d’ichtyologie des MNHN. Insgesamt hat er fast 40 Jahre lang am Institut de recherche pour le développement (IRD) gearbeitet und ist seit mehr als 20 Jahren in der Abteilung für Systematik und Evolution am Muséum national d’histoire naturelle in Paris tätig. Seit 2015 im Ruhestand, setzt er seine wissenschaftliche Arbeit und seine Beratertätigkeit fort.
Seine Forschungsarbeiten betreffen die Taxonomie, Ökobiologie, Fischerei und Erhaltung der Knorpelfische. Bisher hat er mehr als 70 neue Arten beschrieben und mehr als 180 wissenschaftliche Arbeiten veröffentlicht, darunter 120 über Knorpelfische. 1998 war an der Ausarbeitung des internationalen Aktionsplans der FAO für die Erhaltung und Bewirtschaftung der Haipopulationen beteiligt. Er ist der französische Vertreter in der ICES-Arbeitsgruppe (International Council for the Exploration of the Sea) für Plattenkiemer und der Experte des französischen Umweltministeriums für internationale Übereinkommen, darunter CITES, CMS und OSPAR. Er ist Mitglied der IUCN SSC Shark Specialist Group (SSG) und war bis 2014 wissenschaftlicher Leiter der European Elasmobranch Association (EEA), deren Gründungsmitglied er 1996 war. Séret ist an den europäischen Programmen MADE (Mitigating adverse ecological impacts of open ocean fisheries) und CPOA-Shark (Provision of scientific advice for the purpose of the implementation of the Community Plan of Action for sharks) beteiligt. Er ist auch Leiter eines Programms über die Haie der Îles Éparses (im südwestlichen Indischen Ozean). Zu seiner Bibliographie zählen die Schriften Poissons de mer de l’ouest africain tropical (1981), Les Requins des côtes françaises (1999), Les Requins (2001), Guide d’identification des Principales Espèces de Requins et de Raies de l’Atlantique Tropical Oriental, à l’usage des Enquêteurs des Pêches (2006), Guide des Requins, des Raies, et des Chimères des Pêches Françaises (2010) und Les Requins: Les Connaître Pour Les Comprendre (2016). Im selben Jahr schrieb er Beiträge für das Buch Rays of the World von Peter R. Last.
Sérets Interesse an der Haifischerei umfasst die Analyse von Fischereidaten der französischen Haifischerei in europäischen Gewässern, die Analyse der Haibeifänge im französischen Thunfischfang (in Zusammenarbeit mit Fischereibiologen des IRD) und die Ausbildung von Fischereibeobachtern und -beauftragten zur Identifizierung von Haien und Rochen. Seine Arbeit zu der Erhaltung der Haifischbestände erstreckt sich auch auf Bewertungen, die er für französische und europäische Einrichtungen sowie für internationale Organisationen. Er ist zudem an der Analyse von Fällen von Haiangriffen beteiligt und ist Berater in dieser Angelegenheit.
Séret hat mehrere wissenschaftliche Expeditionen durchgeführt und an vielen Erkundungsfahrten im Atlantik, im Südpolarmeer und im Südpazifik teilgenommen.
Im Jahr 2000 war Bernard Séret in einen Skandal um ein gefälschtes Foto eines Quastenflossers involviert. Dabei versuchte er zusammen mit seinen Mitautoren in der Zeitschrift Nature nachzuweisen, dass ein Foto aus dem Jahr 1995 die Existenz des Quastenflossers in Indonesien belegt. Das Foto stellte sich jedoch als eine offensichtliche Fälschung heraus, die aus einem bereits im Jahr 1998 veröffentlichten Artikel von Mark V. Erdmann stammte. Séret gab zu, dass einer seiner Mitautoren, George Serre, das manipulierte Foto zur Verfügung gestellt hatte. Obwohl dieser Skandal für Aufregung in der Wissenschaftswelt sorgte, setzte Séret seine Karriere bis zu seiner Pensionierung fort.

## Dedikationsnamen
Nach Séret sind die Arten Ariosoma sereti Karmovskaya, 2004, Callionymus sereti Fricke, 1998, Coelorinchus sereti Iwamoto & Merrett, 1997, Gymnura sereti Yokota & Carvalho, 2017, Lepidapedon sereti Bray, Faliex, Allienne & Mouahid, 2013, Lepidotrigla sereti del Cerro & Lloris, 1997, Neobythites sereti Nielsen, 2002 und Notoraja sereti White, Last & Mana, 2017 benannt.

## Erstbeschreibungen von Bernard Séret
- Acroteriobatus andysabini Weigmann, Ebert & Séret, 2021
- Acroteriobatus stehmanni Weigmann, Ebert & Séret, 2021
- Apristurus albisoma Nakaya & Séret, 1999
- Asymbolus galacticus Séret & Last, 2008
- Aulohalaelurus kanakorum Séret, 1990
- Bathyraja pacifica Last, Stewart & Séret, 2016
- Brochiraja heuresa Last & Séret, 2012
- Brochiraja vittacauda Last & Séret, 2012
- Bythaelurus clevai (Séret, 1987)
- Cephaloscyllium cooki Last, Séret & White, 2008
- Cephaloscyllium pictum Last, Séret & White, 2008
- Cephaloscyllium signourum Last, Séret & White, 2008
- Cephaloscyllium speccum Last, Séret & White, 2008
- Dentex fourmanoiri Akazaki & Séret, 1999
- Dipturus crosnieri (Séret, 1989)
- Dipturus wengi Séret & Last, 2008
- Engyprosopon marquisense Amaoka & Séret, 2005
- Engyprosopon vanuatuense Amaoka & Séret, 2005
- Etmopterus caudistigmus Last, Burgess & Séret, 2002
- Etmopterus dianthus Last, Burgess & Séret, 2002
- Etmopterus dislineatus Last, Burgess & Séret, 2002
- Etmopterus evansi Last, Burgess & Séret, 2002
- Etmopterus fusus Last, Burgess & Séret, 2002
- Etmopterus pseudosqualiolus Last, Burgess & Séret, 2002
- Fenestraja maceachrani (Séret, 1989)
- Galeus priapus Séret & Last, 2008
- Glaucostegidae Last, Séret & Naylor, 2016
- Hydrolagus trolli Didier & Séret, 2002
- Leucoraja longirostris Weigmann, Stehmann, Séret & Ishihara, 2024
- Leucoraja pristispina Last, Stehmann & Séret, 2008
- Lophiodes iwamotoi Ho, Séret & Shao, 2011
- Lophiodes maculatus Ho, Séret & Shao, 2011
- Narcine insolita Carvalho, Séret & Compagno, 2002
- Narcinops lasti (Carvalho & Séret, 2002)
- Nematops nanosquama Amaoka, Kawai & Séret, 2006
- Neoraja africana (Stehmann & Séret, 1983)
- Neoraja iberica Stehmann, Séret, Costa & Baro, 2008
- Neotrygon australiae Last, White & Serét, 2016
- Neotrygon caeruleopunctata Last, White & Serét, 2016
- Neotrygon orientalis Last, White & Serét, 2016
- Notoraja alisae Séret & Last, 2012
- Notoraja fijiensis Séret & Last, 2012
- Notoraja hesperindica Weigmann, Séret & Stehmann, 2021
- Notoraja inusitata Séret & Last, 2012
- Notoraja longiventralis Séret & Last, 2012
- Notoraja sapphira Séret & Last, 2009
- Paraheminodus longirostralis Kawai, Nakaya & Séret, 2008
- Parioglossus neocaledonicus Dingerkus & Séret, 1992
- Parmaturus albimarginatus Séret & Last, 2007
- Parmaturus albipenis Séret & Last, 2007
- Parmaturus bigus Séret & Last, 2007
- Parmaturus lanatus Séret & Last, 2007
- Poecilopsetta multiradiata Kawai, Amaoka & Séret, 2010
- Pseudobatos Last, Séret & Naylor, 2016
- Raja parva Last & Séret, 2016
- Rhinobatos borneensis Last, Séret & Naylor, 2016
- Rhinobatos ranongensis Last, Séret & Naylor, 2019
- Rhyacichthys guilberti Dingerkus & Séret, 1992
- Rhynchorhina Séret & Naylor, 2016
- Rhynchorhina mauritaniensis Séret & Naylor, 2016
- Samariscus multiradiatus Kawai, Amaoka & Séret, 2008
- Samariscus neocaledonia Kawai, Amaoka & Séret, 2011
- Schismatogobius fuligimentus Chen, Séret, Pöllabauer & Shao, 2001
- Sinobatis bulbicauda Last & Séret, 2008
- Sinobatis caerulea Last & Séret, 2008
- Sinobatis filicauda Last & Séret, 2008
- Squalus bucephalus Last, Séret & Pogonoski, 2007
- Trygonorrhinidae Last, Séret & Naylor, 2016
- Urolophus deforgesi Séret & Last, 2003
- Urolophus neocaledoniensis Séret & Last, 2003
- Urolophus papilio Séret & Last, 2003
- Urolophus piperatus Séret & Last, 2003
- Zanobatus maculatus Séret, 2016